# Tovomita eggersii
Tovomita eggersii là một loài thực vật có hoa trong họ Bứa. Loài này được Vesque miêu tả khoa học đầu tiên năm 1889.